# Affton
Affton is een plaats (census-designated place) in de Amerikaanse staat Missouri, en valt bestuurlijk gezien onder St. Louis County.

## Demografie
Bij de volkstelling in 2000 werd het aantal inwoners vastgesteld op 20.535.

## Geografie
Volgens het United States Census Bureau beslaat de plaats een oppervlakte van
11,9 km², geheel bestaande uit land.

## Plaatsen in de nabije omgeving
De onderstaande figuur toont nabijgelegen plaatsen in een straal van 4 km rond Affton.